# Börje Lindberg (konsult)

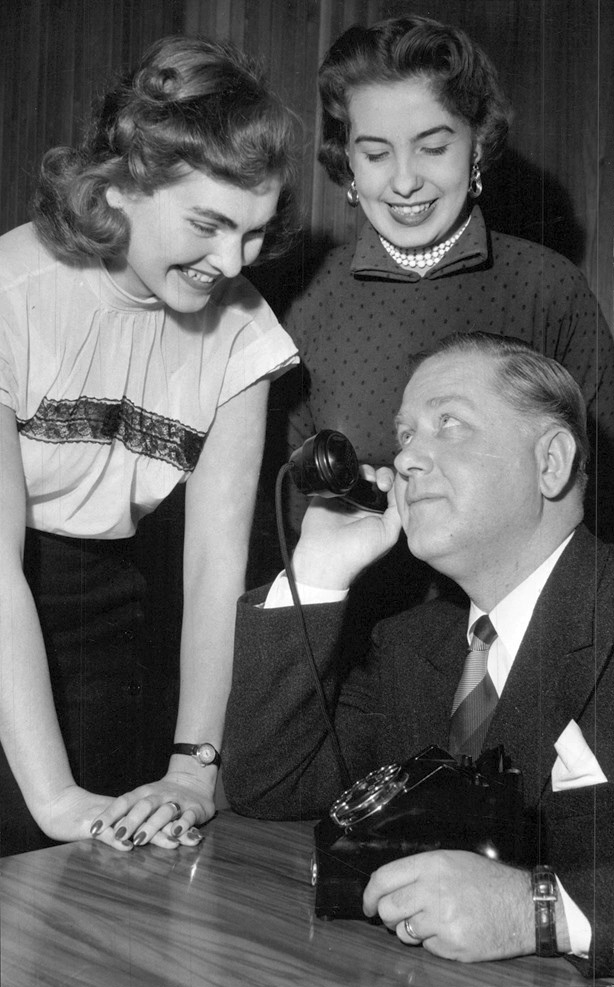
"Sätt och vett i telefon" gavs också som kurs. Här demonstrerar Börje Lindberg för fru Birgitta Zetterman och fröken Anita Hjälm hur man inte håller i en telefon.

Börje Lindberg, född 12 april 1912 i Jakobs församling i Stockholm, död 29 december 1986 i Lidingö församling i Stockholms län, var en svensk civilekonom och konsult. 
Lindberg blev 1931 Bertil Ohlins assistent och amanuens vid Handelshögskolan i Stockholm. Han erhöll ett stipendium och for till USA 1932 och tillbringade ett år på Harvard University i New York. Från studierna i USA tillgodogjorde sig Lindberg de då nya rönen om läsundersökningar av annonser. På ämnet skrev han sin första bok "Hur läser folk annonser". 
I Sverige arbetade Lindberg på annonsbyråer och startade företaget Lindberg & Neumann, med kollegan Bertil Neumann. 1954 bildade han Börje Lindberg Konsult AB, senare omdöpt till Säljkonsult AB Börje Lindberg. Säljkonsult blev framträdande inom konsultvärlden och hade kontor i Stockholm, Göteborg och Malmö. Främst arbetade man med konsultverksamhet med inriktning på marknadsföring och säljmetodik för större svenska industriföretag, men man drev också utbildningar för bland annat säljare.
Lindberg var initiativtagare till att skapa Marknadsförbundet och Marknadsföreningen i Stockholm (MiS). Bland annat var Lindberg som ordförande i Marknadsförbundet initiativtagare till att starta Svenska institutet för opinionsundersökningar SIFO (idag TNS SIFO) 1954.
Lindberg skrev ett antal böcker, bland annat "Sätt och vett i telefon" och "Konsult - handbok för konsultbranschen". 
Lindbergs stora intresse var segling. Han ägde sex stycken segelbåtar under sitt liv. 
Han var gift två gånger, andra gången 1955 med Camilla Björnström, född 1924, död 2008. Han fick två barn: Tomas Lindberg, född 1955, död 1975, och Andreas Lindberg, född 1958, civilekonom, Lidingö.